# Деніс Звіздич
Деніс Звіздич (босн. Denis Zvizdić; нар. 9 червня 1964, Сараєво) — боснійський політик, голова Ради міністрів Боснії і Герцеговини з 11 лютого 2015 до 23 грудня 2019. Він є членом боснійської Партії демократичної дії.

## Життєпис
Він навчався на факультеті архітектури у Сараєвському університеті, а пізніше став професором архітектури у цьому ж навчальному закладі.
У 2003 році він став прем'єром кантону Сараєво, а пізніше був обраний спікером Асамблеї кантону Сараєво. Він входив до парламенту Федерації Боснії та Герцеговини у період з 2010 по 2014 рік.
11 лютого 2015 на голосуванні у Палаті представників Боснії і Герцеговини, на якому обирали нового голову Ради міністрів Боснії і Герцеговини, 28 членів з 42 проголосували за Звіздича, 5 проголосували проти і 2 утрималися. Звіздич пообіцяв пришвидшити інтеграцію Боснії і Герцеговини до Європейського Союзу.